# Жайворонкові
Жа́йворонкові (Alaudidae) — родина горобцеподібних птахів.

## Морфологічні ознаки
Довжина тіла 11—23 см, маса 15—70 г. Забарвлення у більшості маскувальне, бурувато-сіре з численною строкатістю, подібне у обох статей. Верх тіла зазвичай темніший за черевце, криючі пера спини з темною серединою й світлими краями; пір'я грудей та вола світлі з темними плямками, що можуть утворювати на горлі великі темні плями або «нашийники». Молоді особини у перше літо забарвлені строкато, до осені набувають подібний до дорослих наряд. Протягом року одне післяшлюбне линяння, але у багатьох весняний наряд помітно відрізняється від осінньо-зимового за рахунок механічного обкошування оперення. У багатьох видів статевий диморфізм проявляється лише у дещо більших розмірах самця.
Дзьоб конічний, іноді тонкий та загострений, або товстий, може бути загнутий донизу. На задньому пальці наявний сильно видовжений прямий кіготь. Задня частина цівки заокруглена, а не загострена, та вкрита декількома великими щитками. Першорядних махових 10, перше з них недорозвинене. Стернових пер 12, хвіст з невеликим вирізом. У більшості видів політ швидкий.

## Поширення та місця існування
Поширені переважно в Африці (з 80 видів половина зустрічається тільки на цьому континенті), а також в Євразії, Новому Світі, Австралії, Новій Гвінеї.
Населяють відкриті простори від тундри, луків, узлісся лісів, лісостепів та саван до справжніх піщаних і кам'яних пустель; зустрічаються також на арктичних та високогірних пустошах (до висоти 4000 м над р.м.). Поширення деяких видів тісно пов'язане з сільськогосподарським ландшафтом. Типово наземні птахи.

## Особливості екології
Більшість моногами, гніздяться окремими парами. Гніздову територію самці позначають співом. Пісні у більшості — голосні та дзвінкі трелі, що нерідко звучать довго та безперервно.
Гніздяться виключно на землі, часто використовують для цього знайдені або спеціально вириті ямки. Гніздо роблять з трави. У кладці від 3 до 8 буруватих з крапинками яєць. У північних та помірних широтах кладки в середньому більші (4—6 яєць), ніж в тропіках (2—3 яйця). Насиджує самка або (рідше) обидва партнери 10—16 днів, після чого молоді, ще не вміючи літати, залишають гніздо та розосереджуються навколо нього. Батьки догодовують їх ще 8—10 днів. У багатьох видів буває дві кладки за сезон.
По завершенні сезону розмноження більшість починають кочувати невеликими групами, поступово об'єднуючись в більш крупні. У північних та помірних широтах є перелітними та кочівними, в тропіках частіше осілі.
Живляться різноманітними безхребетними (молюсками, павуками, жуками, мурашками, термітами тощо), насінням та вегетативними частинами рослин. Для деяких характерне спеціалізоване живлення комахами або насінням трав. Найчастіше корм скльовують з поверхні землі. Від домінуючого типу живлення та характеру кормів залежить форма дзьобу та інші деталі ротового апарату: більш тонкий та гострий дзьоб — у комахоїдних, товстий і тупий — у тих, що живляться насінням та іншою рослинною їжею.

## Систематика
Родина нараховує близько 100 видів, що об'єднують в 21 родів:
- Фірлюк (Mirafra)
- Дроздовий фірлюк (Pinarocorys)
- Шпорець (Heteromirafra)
- Африканський жайворонок (Certhilauda)
- Білощокий жайворонок (Chersomanes)
- Жервінчик (Eremopterix)
- Пустельний жайворонок (Ammomanes)
- Пікір (Alaemon)
- Товстодзьобий жайворонок (Ramphocoris)
- Степовий жайворонок (Melanocorypha)
- Малий жайворонок (Calandrella)
- Терера (Spizocorys)
- Аравійський жайворонок (Eremalauda)
- Сірий жайворонок (Alaudala)
- Жайворонок-серподзьоб (Chersophilus)
- Посмітюха (Galerida)
- Лісовий жайворонок (Lullula)
- Жайворонок (Alauda)
- Рогатий жайворонок (Eremophila)
- Намібійський жайворонок (Ammomanopsis)
- Алондра (Calendulauda)

Види, які трапляються в Україні:
- Посмітюха або жайворонок чубатий
- Жайворонок євразійський
- Жайворонок чорний
- Жайворонок степовий
- Жайворонок польовий
- Жайворонок лісовий
- Жайворонок рогатий
- Жайворонок малий
- Жайворонок білокрилий